# Referendum a Malta del 2003
Il referendum a Malta del 2003 si è tenuto l'8 marzo e ha avuto ad oggetto l'adesione del Paese all'Unione europea.
Esso vide il successo dei Sì, sebbene con una maggioranza risicata.
Il referendum vide la più alta affluenza tra quelle registrate negli altri nove Paesi che sono entrati a far parte dell'UE nel 2003.

## Contesto
Dopo la vittoria del partito nazionalista alle elezioni del 1998, il nuovo Governo guidato da Eddie Fenech Adami decise di riattivare la candidatura di Malta per aderire all'Unione europea e nel 2003 venne annunciato un referendum consultivo su questo tema .

## Quesito
Il quesito referendario era il seguente:
Sei d'accordo che Malta diventi un membro dell'Unione Europea nell'ambito dell'allargamento che avrà luogo il 1 maggio 2004?

## Risultati
| Sì              | 143 094 | 53,65 |  |  |  |  |  |  |
| No              | 123 628 | 46,35 |  |  |  |  |  |  |
| Totale          | 266 722 | 100   |  |  |  |  |  |  |
|                 |         |       |  |  |  |  |  |  |
| Voti non validi | 3 928   | 1,45  |  |  |  |  |  |  |
| Votanti         | 270 650 | 90,86 |  |  |  |  |  |  |
| Elettori        | 297 881 |       |  |  |  |  |  |  |